# Automolius ordinatus
Automolius ordinatus är en skalbaggsart som beskrevs av Macleay 1886. Automolius ordinatus ingår i släktet Automolius och familjen Melolonthidae. Inga underarter finns listade.